# St. Anthony (Idaho)
St. Anthony es una ciudad ubicada en el condado de Fremont en el estado estadounidense de Idaho. En el Censo de 2010 tenía una población de 3542 habitantes y una densidad poblacional de 882,88 personas por km².

## Geografía
St. Anthony se encuentra ubicada en las coordenadas 43°57′53″N 111°41′5″O / 43.96472, -111.68472. Según la Oficina del Censo de los Estados Unidos, St. Anthony tiene una superficie total de 4.01 km², de la cual 3.97 km² corresponden a tierra firme y (0.97%) 0.04 km² es agua.

## Demografía
Según el censo de 2010, había 3542 personas residiendo en St. Anthony. La densidad de población era de 882,88 hab./km². De los 3542 habitantes, St. Anthony estaba compuesto por el 85.9% blancos, el 0.48% eran afroamericanos, el 0.85% eran amerindios, el 0.45% eran asiáticos, el 0.17% eran isleños del Pacífico, el 10.59% eran de otras razas y el 1.61% pertenecían a dos o más razas. Del total de la población el 20.92% eran hispanos o latinos de cualquier raza.